# Линьхай
Линьха́й (кит. упр. 临海, пиньинь Línhǎi) — городской уезд городского округа Тайчжоу провинции Чжэцзян (КНР).

## История
Во времена первых централизованных империй эти места входили в состав округа Куайцзи (会稽郡), власти округа размещались на месте современного Сучжоу. При империи Хань в 110 году до н. э. в его составе был создан уезд Иньсянь (鄞县). В 85 году до н. э. из уезда Иньсянь был выделен уезд Хуэйпу (回浦县). Во времена Восточной Хань уезд Хуэйпу был переименован в Чжанъань (章安县). В эпоху Троецарствия из частей уездов Чжанъань и Юннин был создан уезд Линьхай (临海县), названный так по горе Линьхайшань, а затем в 257 году из округа Куайцзи был выделен округ Линьхай (临海郡), в состав которого вошли 7 находящихся в этих местах уездов; власти округа разместились в уезде Чжанъань.
Во времена империи Суй в 589 году округ Линьхай был расформирован, а уезд Чжанъань был присоединён к уезду Линьхай. Во времена империи Тан в 657 году из уезда Линьхай был выделен уезд Юннин (永宁县), впоследствии переименованный в Хуанъянь.
Во времена империи Мин для борьбы с пиратами-вокоу в 1387 году в устье реки Цзяоцзян была построена крепость, ставшая опорной точкой Хаймэньского караула (海门卫). Во времена империи Цин в 1654 году сюда переехали органы, отвечающие за контроль побережья. Когда ради покорения Тайваня был введён «морской запрет», действовавший до 1683 года, то все жители прибрежной полосы были выселены вглубь материка, а на побережье остался лишь гарнизон крепости. В 1843 году сюда была перемещена резиденция помощника начальника тайчжоуской управы, а с 1894 года начал действовать морской порт.
После образования КНР в 1949 году был создан Специальный район Тайчжоу (台州专区), состоящий из 7 уездов и выделенных из уезда Линьхай района Хаймэнь (海门区) и Линьхайского городского района (临海城关区). В 1950 году Линьхайский городской район был вновь присоединён к уезду Линьхай. В 1954 году Специальный район Тайчжоу был расформирован, и уезд Линьхай перешёл в состав Специального района Нинбо (宁波专区).
В 1957 году Специальный район Тайчжоу был воссоздан. В 1958 году Специальный район Тайчжоу был расформирован опять, и уезд Линьхай перешёл в состав Специального района Вэньчжоу (温州专区).
В 1962 году Специальный район Тайчжоу был восстановлен вновь. В 1973 году Специальный район Тайчжоу был переименован в Округ Тайчжоу (台州地区).
В 1986 году уезд Линьхай был преобразован в городской уезд.
Постановлением Госсовета КНР от 22 августа 1994 году округ Тайчжоу был преобразован в городской округ.

## Административное деление
Городской уезд делится на 5 уличных комитетов и 14 посёлков.